# Tempesta sul mare
Tempesta sul mare è un dipinto a olio dell'artista olandese Pieter Bruegel il Vecchio. Realizzato nel 1563, è esposto nel Kunsthistorisches Museum di Vienna.
In passato sono stati sollevati dubbi sull'attribuzione di questo dipinto a Bruegel: per alcuni critici l'opera sarebbe stata eseguita da Joos de Momper, un pittore paesaggista fiammingo che divenne maestro nella gilda di Anversa. Tuttavia l'originalità della composizione e la delicatezza di esecuzione sono gli elementi che oggi fanno propendere per l'ipotesi di un lavoro tardivo di Bruegel, forse lasciato incompiuto a causa della sua morte.
La presenza della canna e della balena ha portato il dipinto ad essere associato al detto fiammingo "Se la balena gioca con la canna che le è stata gettata e dà alla nave il tempo di fuggire, allora rappresenta l'uomo che manca il vero bene per il gusto di futili sciocchezze".  La chiesa delineata all'orizzonte simboleggerebbe invece il porto sicuro in mezzo alle tempeste della vita.